# Plataforma de Unidad Nacional
La Plataforma de Unidad Nacional (en inglés: National Unity Platform, NUP), anteriormente conocido como Partido de Unidad Nacional, Reconciliación y Desarrollo (en inglés: National Unity, Reconciliation and Development Party, NURP), es un partido político socioliberal y progresista ugandés dirigido por Bobi Wine. El portavoz del partido es Joel Ssenyonyi. La NURP fue dirigida por Moses Nkonge Kibalama desde diciembre de 2004 hasta julio de 2020. El 14 de julio de 2020, Bobi Wine asumió el liderazgo del partido y fue declarado abanderado del partido en las elecciones presidenciales ugandesas de febrero de 2021.

## Historia
El NURP se formó en diciembre de 2004, siendo dirigido por Moses Kibalama. Durante los siguientes 16 años, Kibalama se desempeñó como presidente del partido.
En julio de 2017, Robert Kyagulanyi Ssentamu (más conocido como Bobi Wine) prestó juramento como diputado representante de la circunscripción de Kyaddondo Este en el Parlamento de Uganda (2016-2021). Para ganar esa circunscripción, venció a dos políticos experimentados en una elección parcial: Sitenda Sebalu, del partido gobernante Movimiento de Resistencia Nacional (NRM), y Apollo Kantinti, del principal partido de oposición, Foro para el Cambio Democrático (FDC).
Mientras se postulaba para el escaño de Kyaddondo Este, Kyagulanyi fue rechazado tanto por los partidos el DP como por el FDC, por lo que se postuló como candidato independiente. Adoptó el lema del Poder Popular como su llamamiento, lo que llevó a la creación de lo que se conoce como el Movimiento del Poder Popular en Uganda.
Desde la formación del Movimiento del Poder Popular hace tres años, varios legisladores, incluidos miembros del gobernante Movimiento de Resistencia Nacional y el Foro para el Cambio Democrático, se han aliado con el Poder Popular.
El movimiento Poder Popular finalmente consiguió que el partido NURP fuese legalmente registrado y este cambió su nombre a Plataforma de Unidad Nacional.
El 22 de julio de 2020, los fundadores de la NUP, junto con destacadas personalidades del Movimiento del Poder Popular, anunciaron que Kyagulanyi había sido elegido presidente de la NUP y abanderado presidencial del partido para las próximas elecciones nacionales de 2021.
El partido está registrado en la Comisión Electoral de Uganda. El símbolo de la formación es un paraguas en rojo, blanco y azul rodeado de tres círculos en rojo, blanco y azul marino. El símbolo de la NUP está completamente publicado por la Comisión Electoral de Uganda.  
El 28 de julio de 2020, el partido dio a conocer tarjetas de membresía que cuestan solo 1.000 dólares estadounidenses [alrededor de 0,27 dólares o 0,2 libras esterlinas), una cantidad que, según dijeron, no discriminaba a la clase social y sería asequible para todos los ugandeses.
El 3 de agosto de 2020, el presidente del partido anunció a cinco miembros del parlamento que se habían unido ese día a la Plataforma de Unidad Nacional. Estos incluyeron a John Baptist Nambeshe (NRM), Patrick Nsamba (NRM), Francis Zaake (independiente) y el legislador de Busujju, David Kalwanga (independiente). El 13 de agosto de 2020, dieciséis miembros más del Parlamento se unieron al partido político NUP, cruzando desde el Partido Demócrata (DP). Esto elevó el número total de parlamentarios que se han unido a Kyagulanyi en la NUP, durante las dos primeras semanas de agosto de 2020 a veintiuno.